# جيسيكا شايس
جيسيكا شايس (بالإنجليزية: Jessica Chase) (و. 1978  م) هي سباحة متزامنة كندية، ولدت في مونتريال، شاركت في الألعاب الأولمبية الصيفية 2004، والألعاب الأولمبية الصيفية 2000.
.

## روابط خارجية
- جيسيكا شايس على موقع الاتحاد الدولي للسباحة (الإنجليزية)
- جيسيكا شايس على موقع اللجنة الأولمبية الدولية (الإنجليزية)
- جيسيكا شايس على موقع أوليمبيديا (الإنجليزية)
- جيسيكا شايس على موقع اللجنة الأولمبية الكندية (الإنجليزية)